# Nguyễn Thị Yến Nhi
Nguyễn Thị Yến Nhi (sinh ngày 7 tháng 6 năm 1980) là nữ chính trị gia nước Cộng hòa xã hội chủ nghĩa Việt Nam. Bà hiện là Phó Chủ tịch Hội đồng nhân dân tỉnh Bến Tre, Đại biểu Quốc hội khóa XV từ Bến Tre, Ủy viên Ủy ban Pháp luật của Quốc hội, Phó Trưởng Đoàn chuyên trách Đại biểu Quốc hội tỉnh Bến Tre.
Nguyễn Thị Yến Nhi là đảng viên Đảng Cộng sản Việt Nam, học vị Thạc sĩ Luật học, Cao cấp lý luận chính trị. Bà có sự nghiệp đều công tác ở quê nhà Bến Tre.

## Xuất thân và giáo dục
Nguyễn Thị Yến Nhi sinh ngày 7 tháng 6 năm 1980 tại xã Định Thủy, huyện Mỏ Cày, nay là huyện Mỏ Cày Nam, tỉnh Bến Tre. Bà lớn lên và tốt nghiệp phổ thông ở Mỏ Cày, thi đỗ Trường Đại học Luật Thành phố Hồ Chí Minh năm 1998, lên Thành phố Hồ Chí Minh nhập học rồi tốt nghiệp cử nhân luật vào năm 2002. Bà theo học cao học và có bằng Thạc sĩ Luật học. Bà được kết nạp Đảng Cộng sản Việt Nam vào ngày 30 tháng 6 năm 2006, trở thành đảng viên chính thức sau đó 1 năm, theo học khóa chính trị tại Học viện Chính trị Quốc gia Hồ Chí Minh và có chứng chỉ Cao cấp lý luận chính trị. Bà hiện thường trú ở ấp Phước Mỹ, xã Phước Long, huyện Giồng Trôm, tỉnh Bến Tre.

## Sự nghiệp
Tháng 12 năm 2002, sau khi tốt nghiệp trường Luật Thành phố Hồ Chí Minh, Nguyễn Thị Yến Nhi trở về quê nhà Bến Tre, được tuyển dụng vào Ủy ban nhân dân tỉnh Bến Tre, bổ nhiệm làm Chuyên viên Trung tâm Trợ giúp pháp lý thuộc Sở Tư pháp tỉnh. Sau đó 4 năm, vào tháng 11 năm 2006, bà được thăng chức làm Phó Trưởng phòng Phổ biến giáo dục pháp luật của Sở Tư pháp, tiếp tục thăng chức Trưởng phòng vào tháng 11 năm 2008. Sang tháng 6 năm 2010, bà được điều chuyển sang làm Chánh Văn phòng Sở Tư pháp, sau đó 1 năm thì được bổ nhiệm làm Phó Giám đốc Sở Tư pháp Bến Tre vào tháng 5 năm 2011 khi mới 30 tuổi. Tháng 4 năm 2015, bà được điều về huyện Mỏ Cày Bắc, chỉ định vào Ban Thường vụ Huyện ủy, nhậm chức Phó Bí thư thường trực Huyện ủy Mỏ Cày Bắc. Ở huyện này hơn 1 năm, vào tháng 7 năm 2016, bà trở lại Tỉnh ủy Bến Tre, được phân công làm Phó Trưởng Ban Nội chính Tỉnh ủy Bến Tre.
Ngày 5 tháng 11 năm 2018, Hội đồng nhân dân tỉnh Bến Tre tổ chức phiên họp chuyên đề, bầu Nguyễn Thị Yến Nhi làm Phó Chủ tịch Hội đồng nhân dân tỉnh theo sự giới thiệu của Tỉnh ủy. Đến năm 2021, Hội đồng nhân dân tỉnh Bến Tre có chủ tịch và phó chủ tịch đều là nữ chính trị gia, với chủ tịch là Hồ Thị Hoàng Yến. Sang tháng 1 năm 2019, bà được bầu bổ sung làm Ủy viên Ban Chấp hành Đảng bộ tỉnh, đến tháng 10 năm 2010, tại Đại hội Đảng bộ tỉnh Bến Tre lần thứ XI, nhiệm kỳ 2020–2025, bà tái đắc cử là Tỉnh ủy viên. Đầu năm 2021, bà ứng cử đại biểu quốc hội từ Bến Tre, thuộc đơn vị bầu cử số 3 gồm huyện Thạnh Phú, Chợ Lách, Mỏ Cày Bắc, Mỏ Cày Nam, rồi trúng cử Đại biểu Quốc hội khóa XV với tỷ lệ 72,43%. Trong nhiệm kỳ này, bà được phân công làm Ủy viên Ủy ban Pháp luật của Quốc hội, Phó Trưởng Đoàn chuyên trách Đại biểu Quốc hội tỉnh Bến Tre.